# Водењак (жена)
Водењак или амнионска кеса код гмизаваца, птица и сисара, је мембрана која формира шупљину испуњену течношћу (амнионска кеса) која обухвата ембрион. Водењак и течност коју он садржи понекад се називају врећом воде. Водењак пружа не само механичку заштиту фетусу већ и заштиту од губитка течности из самог ембриона и заштиту од адхезија ткива.
Она се непосредно пред порођај клинасто увлачи у левкасто проширени део грлића материце, и након пуцања обезбеђује излазни пут фетусу.

## Анатомија и физиологија
Водењак или амнионска кеса  је провидна кеса испуњена течношћу у којој се развија ембрион/фетус. Водењак се у почетку формира од амниона, који потиче од епибластних ћелија бластоцисте, и једна је од четири екстраембрионалне мембране које се формирају током прве две до три недеље ембрионалналнох развоја. Водењак окружује ембрион да би формирао врећицу и протеже се дуж спојне стабљике да би формирала спољашњи омотач пупчане врпце.
Простор унутар врећице у коме се ембрион развија је амнионска шупљина, која је испуњена плодовом водом, која има више функција током феталног развоја, јер:
- Делује као јастук за заштиту фетуса, који ефикасно лебди у амнионској шупљини испуњеној течношћу, везан пупчаном врпцом .
- Спречава директну компресију фетуса од стране материце током трауматских удара и раних контракција и омогућава слободно кретање удова током мишићног раста и развоја феруса. *
- Спречава да се фетус залепи за амнионске мембране.
- Помаже у ограничавању температурних флуктуација и служи као физичка (и можда хемијска) баријера за инфекцију.[5]
- Адекватном количином течности обезбеђује раст и развој плућа.[6]

Како се запремина плодове воде повећава током трудноће, амнионска мембрана се шири и причвршћује за унутрашњу површину хориона (најспољнију од екстраембрионалних мембрана), која затим формира спољашњи слој водењака (амнионске кесе).

## Функција
Амнионска кеса је испуњена течношћу, чија се запремина повећава током трудноће од 30  мл у 10 недеља гестације до око литра у термину порођаја. Течност се састоји првенствено од воде, са раствореним протеинима, угљеним хидратима, мастима, солима и хормонима, као и суспендованим ољуштеним ћелијама коже фетуса.
Рано у трудноћи, већина амнионске течности је резултат лучења интерстицијске течности из мајчиног децидуа преко хориоамнионских мембрана. Додатна течност се лучи из феталног респираторног тракта, дифузијом преко феталне коже (пре него што се кератинизује и постане непропусна за течност) или дифундује из интервилозног простора преко хорионске плоче. 
Касније у гестацији, фетус и  удише  и гута  амнионску течност. Течност која улази у респираторно стабло је важна за правилан раст плућа, а недостатак довољне количине амнионске течности (олигохидрамнион) може довести до плућне хипоплазије. Течност која улази у дигестивни тракт се апсорбује у крвоток, циркулише крвљу и уклања се преко бубрега. У другој половини трудноће, фетални урин је главни допринос укупној запремини амнионске течности (~  500 мл дневно).  Дакле, течност улази у шупљину путем мембранског преноса и феталног урина а излази преко мембранског трансфера или феталног гутања.
Фетуси са тешким неуролошким дефектима или гастроинтестиналним блокадама нису у стању да прогутају довољну количину амнионске течност, што доводи до повећаног волумена (полихидрамниона).  

## Пуцање водењака
Пуцање водењака је безболан процес, заснован на расцепу плодових овојница, опне мехура и истицање плодове течности-плодове воде (безбојне воде без мириса).

### Начини пуцања водењака и даљи ток
Водењак може да пукне спонтано, а уколико се то не деси, лекар ће га по сопственој процени, у одређеној фази у првом порођајном периоду, покидати. Треба знати да је прскање водењака безболан поступак.
Постоји више начина пуцања водењака:
- Рано пуцање водењака – појава прснућа водењака пре појаве контракције
- Превремено пуцање водењака – појава прснућа водењака пре потпуне дилатације материчног ушћа
- Касно пуцање водењака – појава прснућа водењака након потпуне дилатације материчног ушћа.

Након пуцања  водењака, може се десити да плодова вода:
- Истекне одједном у млазу
- Постепено истиче, у краћим или дужим временским интервалима (један до два сата), у малим млазевима.

## Патологија водењака
Стању у којима долази до патолошких промена у водењаку могу се окарактеристаи као: 
- повећана запремина амнионске течности - полихидрамнион,

- смањена запремина амнионске течности - олигохидрамниона

- Ултразвучни приказ хидрамнионаекстремно смањена количина или потпуно одсуств  плодове воде у плодовој кеси - анхидрамнионон

### Полихидрамнион
Полихидрамнион, или повећана запремина амнионске течности, није директно опасна за фетус и често је идиопатска, али може бити претеча основне феталне абнормалности – неуролошки дефект или гастроинтестинална блокада.

### Олигохидрамнион
Олигохидрамнион, или смањена запремина амнионске течности, може бити резултат превременог пуцања мембрана , билатералне реналне агенезе или опструкције уринарног тракта и излаже фетус директном притиску утералне шупљине. Констелација потенцијалних последица , названа Потеров низ , укључује дисморфне црте лица (кљунасти нос, мала вилица и спљоштене уши), плућну хипоплазију, широке и равне руке и стопала, абнормално позиционирање удова и компресију пупчане врпце.

### Анхидрамнион
Анхидрамнион јесте потпуни или скоро потпуни недостатак  плодове воде или слоја заштитне амнионске течности у плодовој овојници или амнионској кеси који окружује плод са свих страна за све време трудноће жене.
Сматра се да анхидрамнион који најчешће настаје као последица анурије пре 22 недеље гестације начелно фаталан.  Смртност је последица тога што амнионска течност игра суштинску улогу у развоју плућа фетуса и њено продужено одсуство пре одрживости доводи до тешке хипоплазије плућа. Мокраћа прва доприноси амнионској течности до 10. недеље гестације и чини преко 90% запремине течности до 16. недеље гестације, тако да је неопходна правилна функција бубрега до 16. недеље гестације да би се избегао анхидрамнион (иако олигохидрамнион може бити присутан до 10. недеље гестације).